# Čingdao
Čingdao (kitajsko: 青岛, pinjin: , v starejših zapisih: Tsingtao, nemško: Tsingtau), je velemesto v Ljudski republiki Kitajski, v njeni vzhodni provinci Šandong. Čingdao je pomembno pristanišče, kitajska mornariška vojaška baza ter industrijsko središče. Pred kratkim je postalo deveto največje mesto na Kitajskem.

## Geografija in administracija
Velemesto leži na polotoku Šandong ob Rumenem morju. Na severovzhodu Čingdao meji na Jantaj, na zahodu na Vejfang, na jugozahodu pa na Ridžao.

## Etimologija
Znak 青 (čing) v kitajščini pomeni »zeleno« ali »bogato«, medtem ko znak 岛 (dao) pomeni »otok«.

## Zgodovina
Čingdao je bil pod imenom Tsingtao glavno mesto nemške kolonije Kjaočov, od leta 1897 do izbruha prve svetovne vojne leta 1914. Triindvajsetega avgusta 1914 je Japonska razglasila vojno napoved Nemčiji, kasneje tudi Avstro-Ogrski, ki je imela v pristanišču Tsingtao svojo križarko SMS Kaiserin Elisabeth.
Po obleganju in zavzetju mesta  so Japonci prevzeli nadzor nad regijo. 
Leta 1919 je gibanje 4. maj vodilo proteste zoper odločitev kitajske vlade, da popusti Japonski, ki je zahtevala svojo ponovno suverenost nad regijo. Tsingtao je ostal v japonskih rokah vse do leta 1922, ko so ga po washigtonski pomorski konferenci (12. november 1921 - 6. februar 1922) spet dodelili Kitajski , vendar ga je Japonska ponovno zasedla leta 1938, pred drugo svetovno vojno.
Leta 1945, po japonskem porazu in kapitulaciji, je bil v Čingdao v letih 1945−1949 štab zahodnega dela pacifiške flote ZDA.
Od 2. septembra 1945 so marinci ZDA sodelovali pri zasedbi določenih delov Kitajske in nudili pomoč generalu Čjang Kajšeku pri predaji in razorožitvi japonskih vojaških enot. Oktobra 1945 so USS Alaska in marinci z dovoljenjem Kuomintanga zasedli mesto. 6. marinska divizija, pod poveljstvom generala Lemuela C. Shepharda, je naloge izvajala v četrti Tsingtao-Chefoo. 6. marinska divizija je bila ukinjena 31. marca 1946 in so jo postopoma zmanjševali do velikosti ojačane brigade, dokler ni bila maja 1947 preimenovana v Fleet Marine Force West Pacific (FMFWesPac). Nekateri marinci so ostali v mestu do leta 1949 in zagotavljali varnost mornarici v severozahodnem delu mesta. 2. junija 1949 so v mesto prispele vojaške enote kitajske ljudske armade, ki je v imenu Ljudske republike Kitajske prevzela upravo mesta.

## Šport
Leta 2008 je mesto uspešno gostilo jadralne regate v okviru 29. olimpijskih iger in 13. paraolimpijskih iger, v novem Olimpijskem jadralnem centru in mednarodni marini. Leta 2009 je mesto gostilo jadralce, udeležence regate Volvo Ocean Race (VOR 2008-2009), jadrnic razreda Super Maxi.

## Znane osebnosti

### Rojeni v Čingdau
- Li Cunšin, baletni plesalec
- Toširo Mifune, japonski filmski igralec